# パッシー墓地

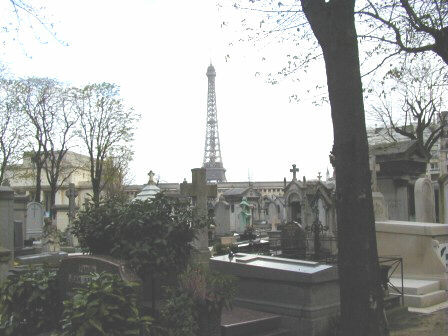

パッシー墓地 (Cimetière de Passy) は、フランスパリ16区にある墓地。

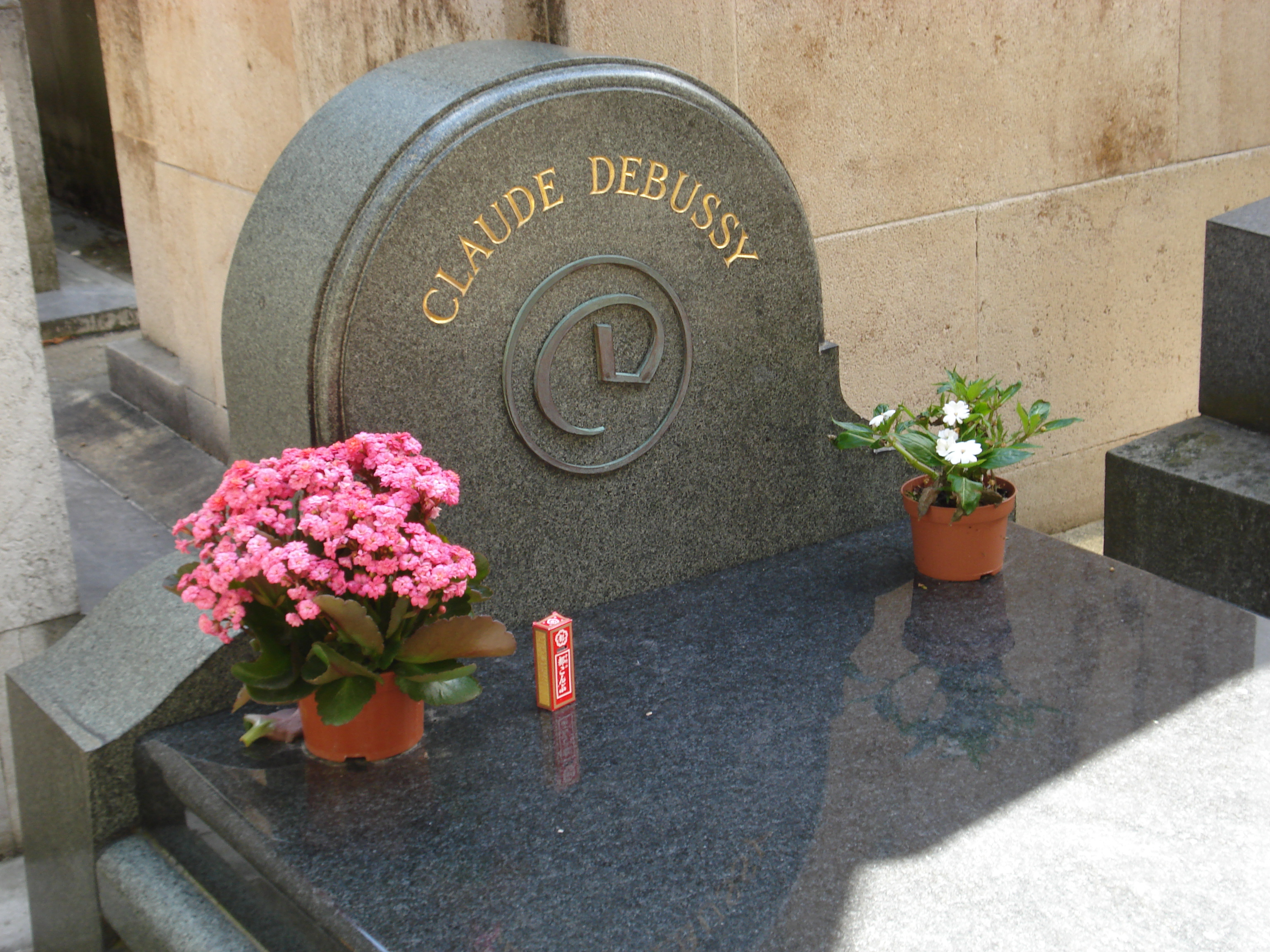

## 埋葬されている主な著名人
- ジャック・イベール - 作曲家
- ガブリエル・フォーレ - 作曲家
- アンドレ・メサジェ - 作曲家
- バオ・ダイ - ベトナム阮朝最後の皇帝
- クロード・ドビュッシー - 作曲家
- エンマ・バルダック - 声楽家、ドビュッシーの妻。娘クロード＝エンマと共に同地に埋葬
- エドゥアール・マネ - 画家
- ウジェーヌ・マネ、ベルト・モリゾ - 画家夫妻。ウジェーヌはエドゥアールの弟。一人娘ジュリー・マネも同地に埋葬
- エドガー・フォール - 政治家、首相
- マドレーヌ・ルノー - 女優
- ジャン＝ルイ・バロー - 俳優
- マルセル・ダッソー - 実業家
- アルーン・タジェフ - 火山学者
- ナタリー・クリフォード・バーネイ - 作家
- ルネ・ヴィヴィアン - 女流詩人（本名：ポーリーン・メアリー・ターン）
- ユベール・ド・ジバンシィ- ファッションデザイナー、ジバンシィ創業者

座標: 北緯48度51分45秒 東経2度17分07秒 / 北緯48.86250度 東経2.28528度